# کمپانی تولیدی لوبین

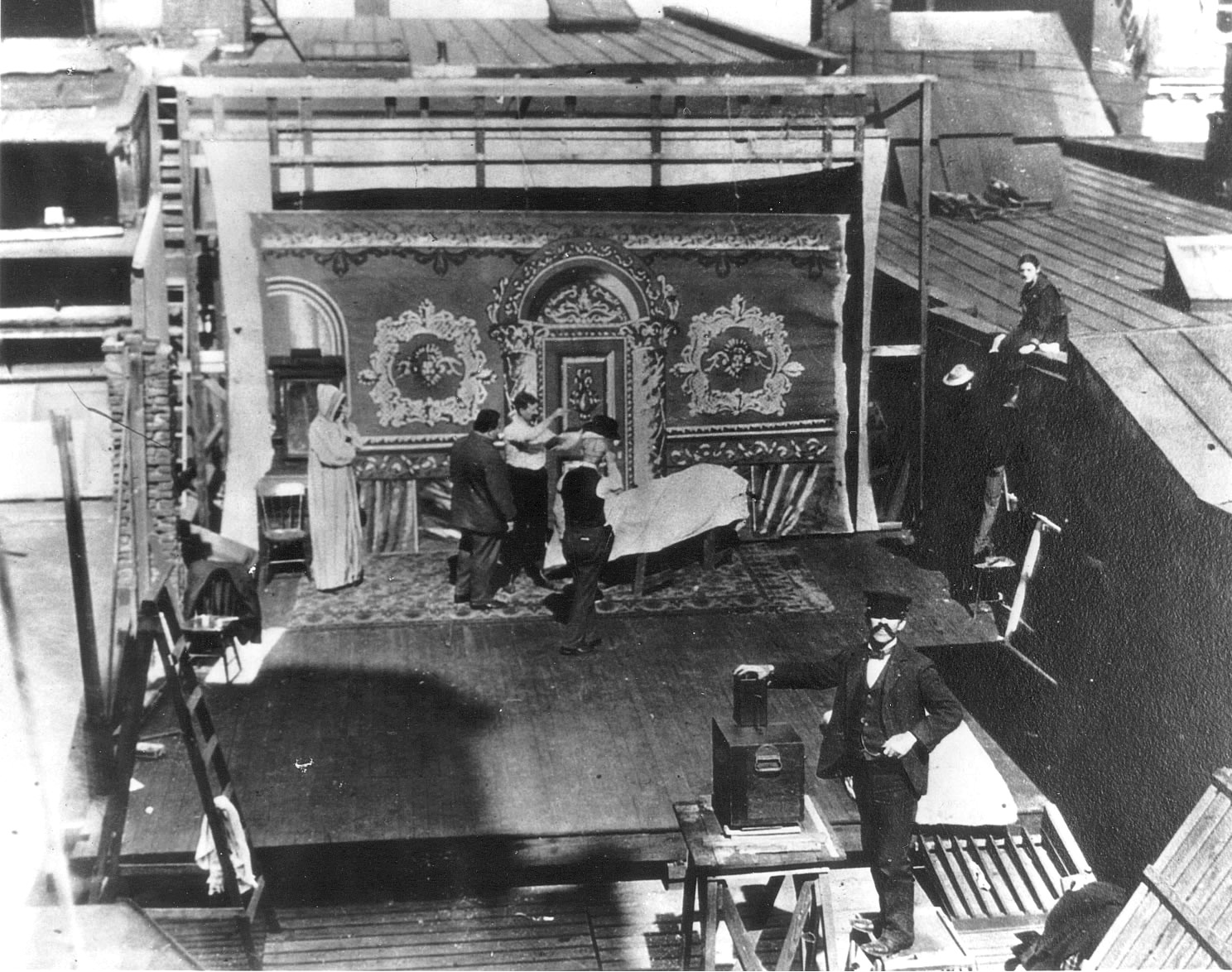
نمایی از استودیوی کمپانی تولیدی لوبین در فضای باز، پشت‌بام ساختمانی در فیلادلفیا - ۱۸۹۹

کمپانی تولیدی لوبین (انگلیسی: Lubin Manufacturing Company) یک استودیوی فیلم‌سازی در ایالات متحده آمریکا بود که بین سال‌های ۱۸۹۶ تا ۱۹۱۶ به تهیه و تولید فیلم‌های صامت می‌پرداخت. این کمپانی در سال ۱۹۱۶ ورشکسته شد.

## فیلم‌ها
- دلقک‌های کلاه‌چرخان